# Wahlkreis Löbau-Zittau 1
Der Wahlkreis Löbau-Zittau 1 (Wahlkreis 59)  war zu den sächsischen Landtagswahlen 2004 und 2009 ein Landtagswahlkreis in Sachsen. Zu den Landtagswahlen 1994 und 1999 lautete die Bezeichnung noch Wahlkreis Sächsische Oberlausitz 1. Er umfasste zuletzt die Städte Ebersbach/Sa., Herrnhut, Löbau, Neugersdorf, Neusalza-Spremberg und die Gemeinden Beiersdorf, Berthelsdorf, Dürrhennersdorf, Eibau, Großhennersdorf, Lawalde, Niedercunnersdorf, Obercunnersdorf, Oppach, Rosenbach, Schönbach, Strahwalde im Landkreis Görlitz. Wahlberechtigt waren bei der letzten Landtagswahl (im Jahr 2009) 52.157 Einwohner.

## Wahlkreisgebiet
Das zunächst Wahlkreis Sächsische Oberlausitz 1 bezeichnete Wahlkreisgebiet wurde 1994 aus großen Teilen der früheren  Wahlkreise Löbau und Görlitz, Land II – Zittau II – Löbau III gebildet. Hinzu kamen die Stadt Löbau und die Gemeinde Kittlitz  aus dem Wahlkreis Bautzen II – Löbau II. Grundlage für die anfängliche Bezeichnung war die Gründung des Sächsischen Oberlausitzkreises zum 1. August 1994. Allerdings gab es gegen diese Bezeichnung Widerspruch, so dass der namensgebende Landkreis bereits zum 1. Januar 1995 in Landkreis Löbau-Zittau umbenannt wurde. Die Wahlkreisbezeichnung wurde dann erst zur Landtagswahl 2004 geändert.
In der folgenden Tabelle sind die Veränderungen des Wahlkreisgebietes zwischen 1994 und 2009 dargestellt.
| Wahljahr | Städte und Gemeinden | Zugang                                                                   | Abgang                                                                                            | Wahlberechtigte |
| -------- | --- | ------------------------------------------------------------------------ | ------------------------------------------------------------------------------------------------- | --------------- |
| 2009     | Beiersdorf, Berthelsdorf, Dürrhennersdorf, Ebersbach, Eibau, Großhennersdorf, Großschweidnitz, Herrnhut, Lawalde, Löbau, Neugersdorf, Neusalza-Spremberg (Eingemeindung von Friedersdorf), Niedercunnersdorf, Obercunnersdorf, Oppach, Rosenbach, Schönbach und Strahwalde |                                                                          | Bernstadt a. d. Eigen und Schönau-Berzdorf a. d. Eigen(Wahlkreis Niederschlesische Oberlausitz 2) | 52.175          |
| 2004     | Beiersdorf, Bernstadt, Berthelsdorf, Dürrhennersdorf, Ebersbach, Eibau Friedersdorf, Großhennersdorf, Großschweidnitz, Herrnhut, Lawalde, Löbau (Eingemeindung von Kittlitz), Neugersdorf, Neusalza-Spremberg, Niedercunnersdorf, Obercunnersdorf, Oppach, Rosenbach, Schönbach Schönau-Berzdorf a. d. Eigen und Strahwalde | Schönau-Berzdorf a. d. Eigen (Wahlkreis Niederschlesische Oberlausitz 2) |                                                                                                   | 59.965          |
| 1999     | Beiersdorf, Bernstadt, Berthelsdorf, Dürrhennersdorf, Ebersbach, Eibau (Eingemeindung von Neueibau und Walddorf), Friedersdorf, Großhennersdorf, Großschweidnitz, Herrnhut, Kittlitz, Kottmarsdorf, Lawalde, Löbau (Eingemeindung von Ebersdorf), Neugersdorf, Neusalza-Spremberg, Niedercunnersdorf (Eingemeindung von Ottenhain), Obercunnersdorf (Eingemeindung von Kottmarsdorf), Oppach, Rosenbach, Schönbach und Strahwalde |                                                                          | Oberoderwitz (Wahlkreis Sächsische Oberlausitz 2)                                                 | 61.662          |
| 1994     | Beiersdorf, Bernstadt, Berthelsdorf, Dürrhennersdorf, Ebersbach, Ebersdorf, Eibau, Friedersdorf, Großhennersdorf, Großschweidnitz, Herrnhut, Kittlitz, Kottmarsdorf, Lawalde, Löbau, Neueibau, Neugersdorf, Neusalza-Spremberg, Niedercunnersdorf, Obercunnersdorf, Oberoderwitz, Oppach, Ottenhain, Rosenbach, Schönbach, Strahwalde und Walddorf                                                                                |                                                                          |                                                                                                   | 63.936          |

Für die Landtagswahlen 2014 wurde erneut die Wahlkreisstruktur in Sachsen verändert. Der größte Teil des ehemaligen Wahlkreises Löbau-Zittau 1 gehört nun zum Wahlkreis Görlitz 3.

## Wahl 2009
| Amtliches Endergebnis der Landtagswahl am 30. August 2009 in Sachsen im Wahlkreis 059 Löbau-Zittau 1 (Ergebnisse in Prozent) |

| Direktkandidat       | Partei          | Erststimmen in % | Zweitstimmen in % |
| -------------------- | --------------- | ---------------- | ----------------- |
| Heinz Lehmann        | CDU             | 41,7             | 42,5              |
| Heiderose Gläß       | Die Linke       | 20,3             | 18,4              |
| Andreas Herrmann     | SPD             | 7,6              | 7,2               |
| Kersten Ließ         | NPD             | 9,0              | 8,2               |
| Christine Schlagehan | FDP             | 16,7             | 12,1              |
| Michael Cleve        | GRÜNE           | 4,9              | 3,6               |
| –                    | Tierschutz      | –                | 2,1               |
| –                    | PBC             | –                | 0,6               |
| –                    | BüSo            | –                | 0,2               |
| –                    | DSU             | –                | 0,4               |
| –                    | REP             | –                | 0,2               |
| –                    | Freie Sachsen   | –                | 2,3               |
| –                    | FP Deutschlands | –                | 0,1               |
| –                    | Humanwirtschaft | –                | 0,1               |
| –                    | Piraten         | –                | 1,4               |
| –                    | SVP             | –                | 0,6               |

## Wahl 2004
Die Landtagswahl 2004 hatte folgendes Ergebnis:
| Direktkandidat         | Partei     | Erststimmen in % | Zweitstimmen in % |
| ---------------------- | ---------- | ---------------- | ----------------- |
| Heinz Lehmann          | CDU        | 41,6             | 41,6              |
| Bettina Simon          | PDS        | 29,6             | 23,7              |
| Bernd Palme            | SPD        | 5,9              | 5,7               |
| Astrid Günther-Schmidt | GRÜNE      | 3,8              | 3,6               |
| –                      | NPD        | –                | 11,1              |
| Dietrich Schulte       | FDP        | 10,5             | 6,8               |
| Frank Richter          | DSU        | 8,5              | 1,9               |
| –                      | PBC        | –                | 0,7               |
| –                      | GRAUE      | –                | 1,0               |
| –                      | BüSo       | –                | 0,5               |
| –                      | AUFBRUCH   | –                | 0,8               |
| –                      | DGG        | –                | 0,6               |
| –                      | Tierschutz | –                | 2,0               |

## Wahl 1999
Die Landtagswahl 1999 fand am 19. September 1999 statt und hatte folgendes Ergebnis für den Wahlkreis Sächsische Oberlausitz 1
| Direktkandidat      | Partei          | Erststimmen in % | Zweitstimmen in % |
| ------------------- | --------------- | ---------------- | ----------------- |
| Heinz Lehmann       | CDU             | 59,8             | 61,2              |
| Christian Schultze  | SPD             | 10,7             | 07,6              |
| Bettina Simon       | PDS             | 23,2             | 19,9              |
|                     | GRÜNE           |                  | 01,7              |
| Wolf-Stephan Goßler | F.D.P.          | 02,1             | 01,0              |
|                     | BüSo            |                  | 00,1              |
| Frank Richter       | DSU             | 04,2             | 01,1              |
|                     | GRAUE           |                  | 00,3              |
|                     | REP             |                  | 01,4              |
| -                   | FP Deutschlands | -                | 00,0              |
| -                   | pro DM          | -                | 03,2              |
| -                   | KPD             | -                | 00,1              |
|                     | NPD             |                  | 01,7              |
| -                   | Forum           | -                | 00,2              |
| -                   | PBC             | -                | 00,3              |

Es waren 61.662 Personen wahlberechtigt. Die Wahlbeteiligung lag bei 62,6 %. Von den abgegebenen Stimmen waren 1,6 % ungültig. Als Direktkandidat wurde Heinz Lehmann (CDU) gewählt. Er erreichte 59,8 % aller gültigen Stimmen.

## Wahl 1994
Die Landtagswahl 1994 fand am 11. September 1994 statt und hatte folgendes Ergebnis für den Wahlkreis Sächsische Oberlausitz 1:
| Direktkandidat | Partei | Erststimmen in % | Zweitstimmen in % |
| -------------- | ------ | ---------------- | ----------------- |
| Heinz Lehmann  | CDU    | 48,3             | 61,8              |
|                | SPD    | 14,0             | 13,6              |
|                | F.D.P. | 10,4             | 02,1              |
|                | GRÜNE  | 04,9             | 03,1              |
|                | DSU    | 07,5             | 02,0              |
|                | REP    |                  | 01,8              |
|                | Forum  | -                | 00,7              |
|                | PDS    | 14,9             | 14,5              |
|                | SPS    | -                | 00,4              |

Es waren 63.936 Personen wahlberechtigt. Die Wahlbeteiligung lag bei 62,5 %. Von den abgegebenen Stimmen waren 1,5 % ungültig. Als Direktkandidat wurde  Heinz Lehmann (CDU) gewählt. Er erreichte 48,3 % aller gültigen Stimmen.